# Clutch (Handtasche)

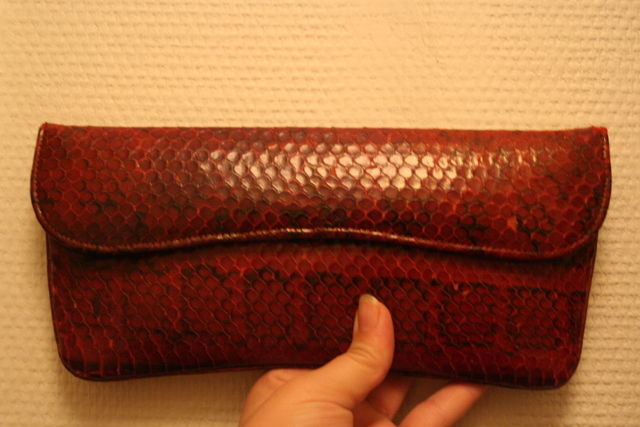
Ältere Clutch aus Schlangenleder (Foto von 2007)

Clutch, auch clutch bag (oder sogar Klatsch), ist eine nach 2000 im deutschen Sprachbereich populär gewordene englische Bezeichnung für eine kleine, elegante Damenhandtasche ohne Henkel.

## Beschreibung
Die sehr kleine Abendtasche hat weder Henkel noch Tragegurt, weshalb eine Clutch entweder mit einer Hand umklammert (to clutch = ergreifen, fest umklammern) oder zwischen Oberkörper und Unterarm geklemmt werden muss; eventuell hat sie eine unauffällig angebrachte Handschlaufe. Da die kleine Tasche einem Briefkuvert ähnelt, wird sie auch Kuverttasche genannt. Wohl wegen ihrer wenig praktischen Handhabung ist die Clutch weniger in Gebrauch als andere Handtaschentypen. Sie gilt als dezentes Accessoire, das nicht von der eleganten Abendgarderobe ablenkt. Sie wird heute auch aus hochwertigem Material gefertigt – zum Beispiel aus Krokodilleder, mit Nerzfell besetzt oder mit Gold aufgewertet, mit Perlen und Kristallen oder Federn und Strass bestickt.

## Geschichte
Besonders beliebt war die Clutch in den 1920er Jahren. Die kleine Tasche ohne Henkel passte ideal zu dem damals dominierenden Modeideal der knabenhaften schlanken Frau. Damals wurde sie als Unterarmtasche bezeichnet und war allgemeinhin als Nachfolgerin der Brieftasche bekannt. Nach dem Zweiten Weltkrieg kam sie durch Dior ab 1947 erneut in Mode. Inzwischen haben internationale Designer, wie Judith Leiber und Jimmy Choo, die Clutch in ihren Kollektionen.